# DisJam
disjam ist eine Acid-Jazz- und Jazzfunk-Band aus Hamburg. Band-Mitglieder sind Christoph Kähler (Schlagzeug, Gitarre und Gesang), Sascha Panknin (Bass, Gitarre und Keyboard), Volker Kurnoth (Gitarre und Gesang), Ralf Petter (Keyboard und Gesang), Ole Janssen (Saxophon) und Oliver Schumacher (Perkussion und Keyboard).
Disjam wurde in den frühen 1990er Jahren gegründet und machte sich durch Club-Konzerte einen Namen in Deutschland, der Schweiz und Österreich.
Mitte der 1990er Jahre waren sie häufig als Begleitband von Die Fantastischen Vier auf Tour und erscheinen auf deren Alben Lauschgift und Live und direkt.

## Diskografie
- 1994: Phuturing the Poetry of Lemn Sissay (Yo Mama Records)
- 1994: When It's Cold EP (Yo Mama Records)
- 1995: disJam (Instinct Records)
- 1997: Money (Yo Mama Records)
- 1998: Return of the Manchurian Candidate (Shadow Records)
- 1999: Hybrid Honey (5000 Records)
- 1999: Completely Happy With It EP (5000 Records)
- 2000: Hybrid Honey (Shadow Records)